# Pöttmes
Pöttmes – gmina targowa w Niemczech, w kraju związkowym Bawaria, w rejencji Szwabia, w regionie Augsburg, w powiecie Aichach-Friedberg, siedziba wspólnoty administracyjnej Pöttmes. Leży około 15 km na północ od Aichach.

## Dzielnice
- Pöttmes
- Ebenried/Stuben
- Echsheim
- Grimolzhausen
- Gundelsdorf
- Handzell
- Immendorf/Wagesenberg
- Kühnhausen
- Osterzhausen
- Reicherstein
- Schnellmannskreuth
- Schorn
- Wiesenbach

## Demografia
| Rok  | Liczba mieszk. |
| ---- | -------------- |
| 1970 | 5 539          |
| 1987 | 5 580          |
| 2000 | 6 117          |

## Polityka
Wójtem gminy jest Franz Schindele, poprzednio urząd ten obejmował Johann Schmuttermeier, rada gminy składa się z 20 osób.
|      | CSU | CWG | Bürgerblock die freien Wähler der Großgemeinde | Razem |
| 2008 | 7   | 7   | 6                                              | 20    |
| 2002 | 8   | 8   | 4                                              | 20    |